# Inégalité de Shapiro
Pour les articles homonymes, voir Shapiro.
En mathématiques, l'inégalité de Shapiro est une inégalité proposée par Harold Shapiro en 1954.

## Énoncé de l'inégalité
Soit {\displaystyle n} un entier naturel et soient {\displaystyle x_{1},x_{2},\dots ,x_{n}} des réels strictement positifs ; on suppose que
- {\displaystyle n} est pair et inférieur ou égal à {\displaystyle 12}, ou
- {\displaystyle n} est impair et inférieur ou égal à {\displaystyle 23}.

L'inégalité de Shapiro énonce que
{\displaystyle \sum _{i=1}^{n}{\frac {x_{i}}{x_{i+1}+x_{i+2}}}\geqslant {\frac {n}{2}}}
où {\displaystyle x_{n+1}=x_{1},x_{n+2}=x_{2}}.
Pour de plus grandes valeurs de {\displaystyle n} l'inégalité n'a pas lieu et la borne inférieure stricte est {\displaystyle \gamma {\frac {n}{2}}} où {\displaystyle \gamma \approx 0{,}9891\dots }. Les décimales de cette constante {\displaystyle \gamma } forment la suite A086277 de l'OEIS.
Les démonstrations initiales de l'inégalité dans les cas  {\displaystyle n=12} par Godunova et Levin en 1976  et {\displaystyle n=23} par Troesch en 1989 reposent sur des calculs numériques. En 2002, P. J. Bushell et J. B. McLeod publient une démonstration analytique pour {\displaystyle n=12}.
La valeur de {\displaystyle \gamma } a été déterminée en 1971 par Vladimir Drinfeld à l'age de 17 ans, plus tard lauréat de la médaille Fields en 1990. Plus précisément, Drinfeld a montré que la constante {\displaystyle \gamma } est égale à {\displaystyle {\frac {1}{2}}h(0)}, où {\displaystyle h} est l'enveloppe convexe de {\displaystyle f(x)=e^{-x}} et {\displaystyle g(x)={\frac {2}{e^{x}+e^{x/2}}}}.

## Contre-exemples pour de grandsn
Le premier contre-exemple a été trouvé par  M. J. Lighthill en 1956, pour {\displaystyle n=20}:
{\displaystyle x_{20}=(1+5\epsilon ,\ 6\epsilon ,\ 1+4\epsilon ,\ 5\epsilon ,\ 1+3\epsilon ,\ 4\epsilon ,\ 1+2\epsilon ,\ 3\epsilon ,\ 1+\epsilon ,\ 2\epsilon ,\ 1+2\epsilon ,\ \epsilon ,\ 1+3\epsilon ,\ 2\epsilon ,\ 1+4\epsilon ,\ 3\epsilon ,\ 1+5\epsilon ,\ 4\epsilon ,\ 1+6\epsilon ,\ 5\epsilon )} où {\displaystyle \epsilon } est près de 0.
Ainsi, le membre de gauche vaut {\displaystyle 10-\epsilon ^{2}+O(\epsilon ^{3})}, donc inférieur à 10 quand {\displaystyle \epsilon } est assez petit.
Le contre-exemple suivant pour {\displaystyle n=14} est de Troesch[réf. nécessaire] :
{\displaystyle x_{14}=(0,42,2,42,4,41,5,39,4,38,2,38,0,40)}.